# Ungerns riksvapen
Ungerns riksvapen är uppbyggt av en kluven vapensköld med två fält. Det vänstra fältet består av ett horisontellt röd-vitt randigt fält. Den högra fältet har röd botten med ett vitt patriarkalkors stående på ett grönt treberg. Skölden har en timbrering bestående av den ungerska kungakronan, Stefanskronan. Vapnet är en blandning av nationella och historiska symboler från västerländska kristna traditioner samt från riddarkulturen. Det dubbla korset är en symbol för den kungliga makten som kommer till vapnet under Béla III runt år 1190, genom bysantinska influenser (Béla III var uppvuxen hos kejsaren av Bysans). Det dubbla korset (patriarkalkors) går också tillbaka på det kors och den apostlavärdighet påve Silvester II gav Ungerns förste kung, Stefan den helige.

## Historik och traditionell symbolik

Ungerns statsemblem 1957-1990. Emblemet användes dock aldrig på flaggan

Ränderna härstammar från kungahuset Árpád, som hade dessa som familjevapen runt 1220. Kronan vid korset dyker upp först på kung Andreas II:s mynt. Färgkombinationen med rött och silver sägs tyda på spansk influens. Kungens och statens vapen skiljs åt först på 1300-talet. Kronan över skölden kommer till under Ulászló I (1440–1444), först som öppen krona, sedan hos Mattias I Corvinus som sluten år 1464.
De fyra silverränderna står traditionellt för floderna Duna (Donau), Tisza, Dráva och Száva (Sava). Denna förklaring är från 1500-talet. Korset står först ensamt på vapnet, senare tillkommer en trebladig klöver, som omvandlas till ett treberg. Enligt legenderna skulle bergets tre kullar vara bergen Tátra, Mátra och Fátra, men detta är inte belagt (se även Slovakiens statsvapen). Snarare representerar kullarna jorden, bergen och hemlandet, och inte några konkreta berg. Symboliken skulle betyda ungefär apostlakungens rike. Färgerna rött, silver (vitt) och grönt återfinns även i Ungerns flagga.

Ungerns statsemblem 1949–1956. Emblemet fick tidigt dålig status i Ungern

Under kommunisttiden var vapnet förbjudet och ersattes av ett kommunistiskt statsemblem, men 1990 återinfördes Kossuth-vapnet

## Nuvarande lagstiftning
Den 3 juli 1990 återinförde parlamentet det så kallade Kossuth-vapnet som officiellt ungerskt statsvapen. Det fördes en viss debatt, om huruvida man skulle använda den gamla ungerska kungakronan ovanpå skölden eller inte. Kronan antogs slutligen som en del av Ungerns officiella vapen, trots att landet numera är en republik.